# 삼각주선인장
삼각주선인장(三角柱仙人掌, 학명: Selenicereus triangularis 셀레니케레우스 트리앙굴라리스[*])은 선인장과의 다육 식물이다. 과거에는 삼각주선인장속에 속하는 것으로 여겨졌으나, 삼각주선인장속이 달빛선인장속에 병합되며 재분류되었다. 원산지는 중앙아메리카와 카리브제도이다.

## 사진

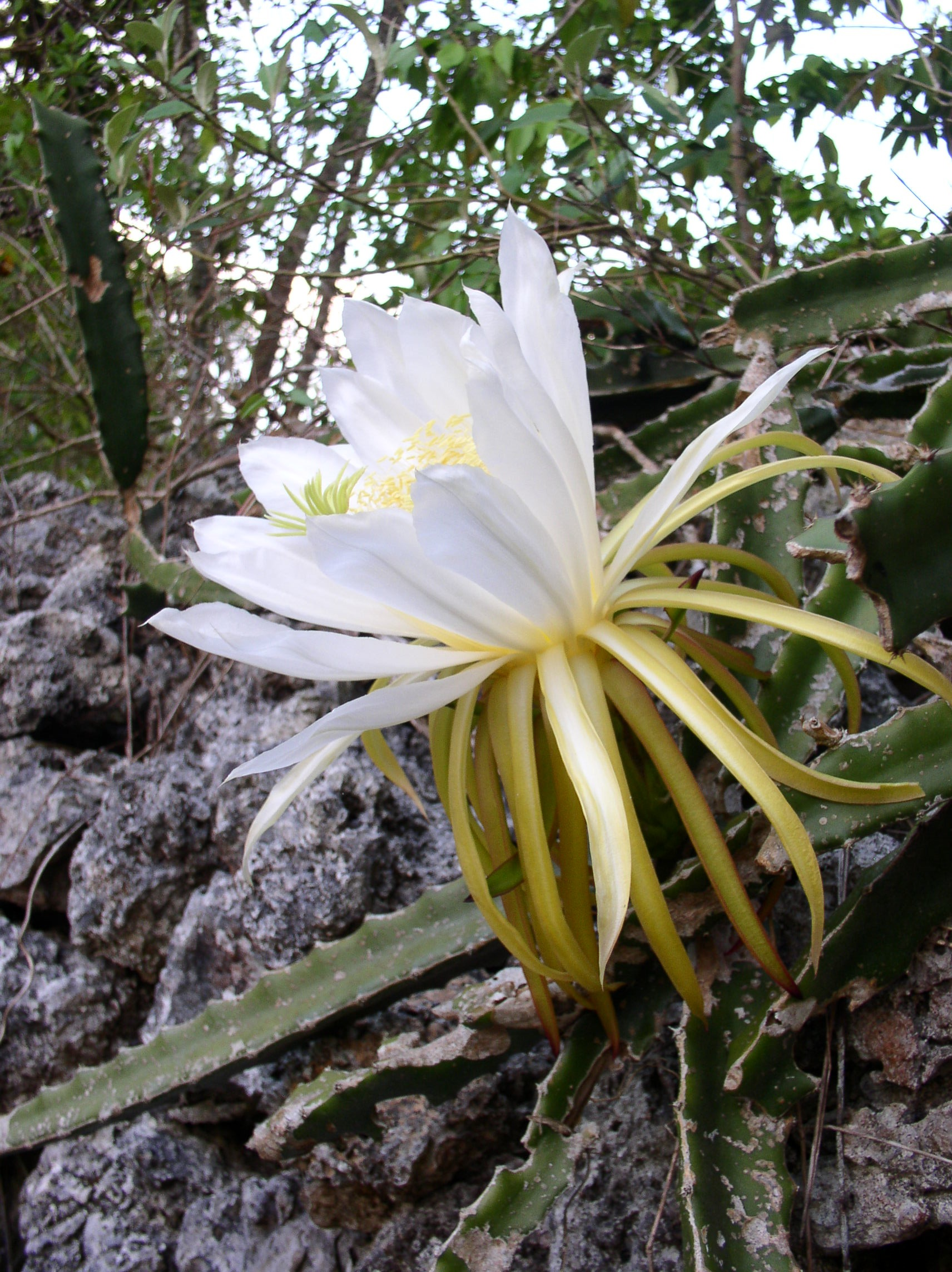
꽃